# Arend Egbert Hoving
Arend Egbert Hoving (Ezinge, 17 mei 1896 – Assen, 17 maart 1977) was een Nederlands politicus.
Hij werd geboren als zoon van Eelke Hoving (1855-1941; hovenier) en Scheltje Spanjer (1862-1946). Hij begon zijn ambtelijke loopbaan als volontair bij de gemeentesecretarie van Ezinge en daarna was hij achtereenvolgens werkzaam bij de gemeenten Barradeel, Rijswijk en Schoterland. In 1934 vormden de gemeenten Aengwirden, Schoterland en een deel van Haskerland de nieuwe gemeente Heerenveen waar hij ging werken als hoofdcommies-redacteur. Hoving werd in 1937 de burgemeester van Westdongeradeel. Hij ging in 1961 met pensioen en overleed in 1977 op 80-jarige leeftijd.